# Tamandua tetradactyla
Tamandua tetradactyla е вид бозайник от семейство Мравояди (Myrmecophagidae).

## Разпространение
Видът е разпространен в Аржентина (Катамарка, Кордоба, Кориентес, Ла Риоха, Мисионес, Салта, Санта Фе, Сантяго дел Естеро, Тукуман и Чако), Боливия, Бразилия (Акри, Алагоас, Амазонас, Амапа, Баия, Гояс, Еспирито Санто, Мараняо, Мато Гросо, Мато Гросо до Сул, Минас Жерайс, Пара, Параиба, Парана, Пернамбуко, Пиауи, Рио Гранди до Норти, Рио Гранди до Сул, Рио де Жанейро, Рондония, Рорайма, Санта Катарина, Сао Пауло, Сеара, Сержипи и Токантинс), Венецуела, Гвиана, Еквадор, Колумбия, Парагвай, Перу, Суринам, Тринидад и Тобаго, Уругвай и Френска Гвиана.